# Ascetoderes diversus
Ascetoderes diversus is een keversoort uit de familie knotshoutkevers (Bothrideridae). De wetenschappelijke naam van de soort werd in 1912 gepubliceerd door Thomas Broun.